# Парадная улица
Пара́дная у́лица — улица в Центральном районе Санкт-Петербурга. Проходит от Кирочной улицы до Госпитальной улицы. Далее продолжается Греческим проспектом.

## История
- Название известно с 1836 года. Названа по Преображенскому плац-параду (ныне не существует), возле которого проходила.
- 1849—1875 год — Плац-Парадная улица.
- В 1857—1875 годах в состав улицы включалась современная Госпитальная улица.
- В 1849—1883 годах в состав улицы включался участок Греческого проспекта до 8-й Советской улицы.

## Примечательные здания
- дом 1—3 / Кирочная ул., 35—39 — Казармы Преображенского полка, арх. Волков Ф. И., Ф. И. Демерцов, Иванов А. В., годы постройки: 1802—1804, стиль — классицизм. Исторические здания были исключены из списка выявленных объектов культурного наследия в 2004 году по решению КГИОП, после чего участок получила группа ЛСР под строительство элитного жк «Парадный квартал». Проект вызвал скандал в СМИ, градозащитники пытались помешать разрушению исторических зданий[1][2][3][4]. Снос провели в 2004—2007 годах[5]. Госстройнадзор выдал разрешение на строительство в октябре 2009, хотя в начале года был принят городской закон о полном запрете на снос зданий в центре Петербурга[6]. По результатам служебной проверки проводившие снос компании получили штрафы от 100 до 300 тыс. рублей, начальник службы государственного строительного надзора и экспертизы Александр Орт и руководители нескольких других надзорных органов получили выговоры[7]. В 2014 году новостройку внесли в «Список диссонирующих объектов», составленный правительством города[8].
- дом 2 / Кирочная ул., 41 — Клинический институт вел. кн. Елены Павловны. Амбулаторный корпус, арх. П. И. Балинский, год постройки: 1896—1898.
- дом 8 / Госпитальная улица, 3 — комплекс зданий Центральной научно-технической лаборатории военного ведомства, начало XX в., военный инженер В. П. Апышков.  7832180000